# یواس‌اس او-۱۴ (اس‌اس-۷۵)
یواس‌اس او-۱۴ (اس‌اس-۷۵) (به انگلیسی: USS O-14 (SS-75)) یک زیردریایی بود که طول آن ۱۷۵ فوت (۵۳ متر) بود. این زیردریایی در سال ۱۹۱۸ ساخته شد.